# Antonin Gadal
Antonin Gadal (1877–1962) – francuski mistyk i historyk. 

## Życie
Antonin Gadal urodził się w Tarascon, w sercu regionu Sabartez, będącym kolebką kataryzmu pirenejskiego. Od wczesnej młodości przyjaźnił się z mieszkającym w sąsiednim domu Adolfem Garrigou (1802-1897), historykiem, z którym łączyła go miłość do historii ich regionu oraz spuścizny katarów. Przez wiele lat pracował z Garrigou jako jego uczeń i prywatny sekretarz. Nazywał go „Papą Garrigou”, lecz niejednokrotnie także „Mistrzem” oraz „Patriarchą Sabartez”. Kiedy wzrok prawie stuletniego nauczyciela był już słaby, Gadal czytał mu na głos oraz spisywał dyktowane przez niego teksty. Wspólnie dokonywali rekonstrukcji wydarzeń, które miały miejsce 700 lat wcześniej, kiedy groty Ussat-Ornolac w dolinie Ariège były promieniującym centrum wtajemniczenia katarskich Parfaits (Doskonałych).
Po śmierci Garrigou, Gadal przejął zadanie „strażnika i opiekuna katarskich sanktuariów” i tajemnic regionu. Był nauczycielem w szkole, lecz jednocześnie pracował w lokalnej izbie turystycznej, prowadząc dalsze badania w jaskiniach oraz oprowadzając po nich turystów. Miał w swej pieczy szereg mniejszych grot oraz Lombrives – największą jaskinię w Europie, która w czasach katarów służyła jako świątynia, gdzie wierni (credentes) zbierali się na prowadzone przez Doskonałych nabożeństwa.

## Gadal i nauka katarów
Gadalowi nie chodziło jedynie o badania historyczne. Pragnął on odsłonić istotę ruchu katarskiego jako pierwotne, czyste chrześcijaństwo, Kościół „Parakleta”. Wskazywał na powiązania pomiędzy duchowością katarów a gnostyczną nauką poprzedzających ich czasów. Odwiedzającym groty opowiadał o poszczególnych etapach procesu wtajemniczenia, które kandydat odbywał w kolejnych jaskiniach, zanim nastąpiło prawdziwe „uwolnienie od materii” i nowy Parfait mógł przyjąć święcenia, stojąc w wykutym w skale pentagramie w grocie Betlejem.  
W roku 1956 Gadal spotkał Jana van Rijckenborgha i Catharose de Petri, duchowych przywódców Lectorium Rosicrucianum. Uznał to za ukoronowanie swych poszukiwań, gdyż po kontakcie z wieloma, którzy szukali jedynie legendarnych skarbów, zobaczył w nich godnych spadkobierców dziedzictwa katarów i kontynuatorów gnostycznej pracy wyzwolenia. Przypieczętowaniem tego związku w materii jest odsłonięty 5 maja 1957 roku w Ussat-les-Bains pomnik „Trójprzymierza Światła”. 
Nie wszyscy naukowcy przyjmują historyczne analizy Gadala, uznając je za zbyt mistyczne i spekulatywne.
Antonin Gadal do końca swojego życia pozostał w bliskim kontakcie z Lectorium Rosicrucianum – Szkołą Złotego Różokrzyża. Jego książki Na Drodze do Świętego Graala oraz Dziedzictwo Katarów zostały wydane przez Rozekruis Pers. Prace Gadala stanowią obecnie istotny element nauki Lectorium.